# Deux Corniauds contre Hercule
Pour les articles homonymes, voir Corniaud.
Pour plus de détails, voir Fiche technique et Distribution.
Deux Corniauds contre Hercule (Maciste contro Ercole nella valle dei guai) est un péplum fantastique et humoristique italien réalisé par Mario Mattoli et sorti en 1961.

## Synopsis
À Milan, Mario et Raimondo sont deux directeurs de théâtre qui préparent une pièce sur la Grèce antique. Par un heureux concours de circonstances, toute la troupe est catapultée grâce à une machine à remonter le temps dans l'histoire même de leur pièce de théâtre il y a 7 000 ans en compagnie d'Homère et Hésiode. Ils se retrouvent à la cour d'Eurysthée qui les engage comme devins pour aider Hercule dans sa bataille à venir contre Maciste, car ce dernier veut épouser Dejanire. Maciste, d'abord mis en état de faiblesse par Circé, retrouve ses forces grâce à l'intervention d'Écho. Le combat titanesque a enfin lieu entre Hercule et Maciste...

## Fiche technique
Sauf indication contraire, les informations mentionnées dans cette section peuvent être confirmées par la base de données cinématographiques IMDb,  présente dans la section « Liens externes ».
- Titre original : Maciste contro Ercole nella valle dei guai[1] ou I due pretoriani
- Titre français : Deux Corniauds contre Hercule[2] ou Maciste et les filles de la vallée
- Réalisateur : Mario Mattoli
- Scénario : Marcello Marchesi, Vittorio Metz
- Photographie : Enzo Oddone
- Montage : Roberto Cinquini (it)
- Décors : Enrico Tovaglieri (it)
- Musique : Gianni Ferrio
- Producteurs : Italo Martinenghi
- Société de production : Cinesecolo
- Pays de production :  Italie
- Langue de tournage : italien
- Format : Couleur (Eastmancolor) - 2,35:1 - Son mono - 35 mm
- Durée : 93 minutes[1]
- Genre : Comédie à l'italienne, péplum, fantastique
- Dates de sortie :
  - Italie : 19 octobre 1961
  - France : 23 avril 1975[2]

## Distribution
- Ciccio Ingrassia : Ingrassiade
- Franco Franchi : Francheo
- Frank Gordon : Hercule
- Kirk Morris : Maciste
- Gino Bramieri : Le vigile
- Bice Valori : Circé
- Raimondo Vianello : Raimondo Rusteghin
- Mario Carotenuto : Mario
- Liana Orfei : Déjanire
- Carlo Croccolo : Phaéton
- Ave Ninchi: Ecubona, la voyante
- Gino Buzzanca : Le chef des archers
- Fanfulla : L'inventeur de la machine à remonter le temps
- Sandra Mondaini : La nymphe Écho
- Gianni Cajafa : Cajfante
- Santo Versace : Aimone, le villageois
- Francesco Mulè : Eurysthée
- Gianna Cobelli :  La servante du Roi
- Ombretta Ostenda
- Riccardo Paladini : Le présentateur de journal télévisé

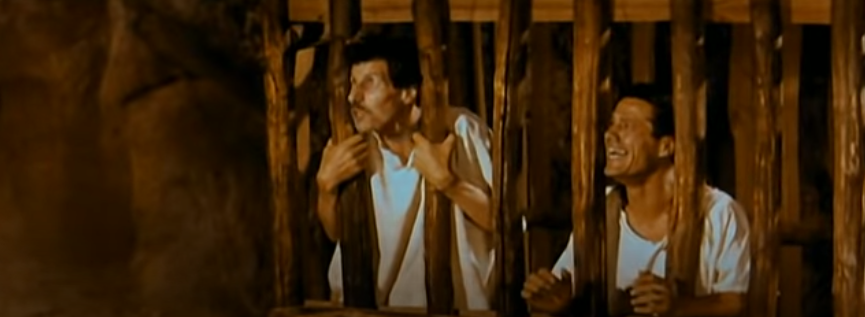
Franco et Ciccio (Francheo et Ingrassiade)
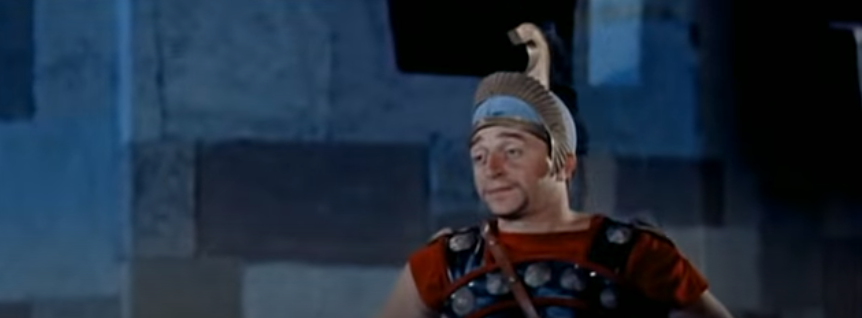
Carlo Croccolo (Phaéton)
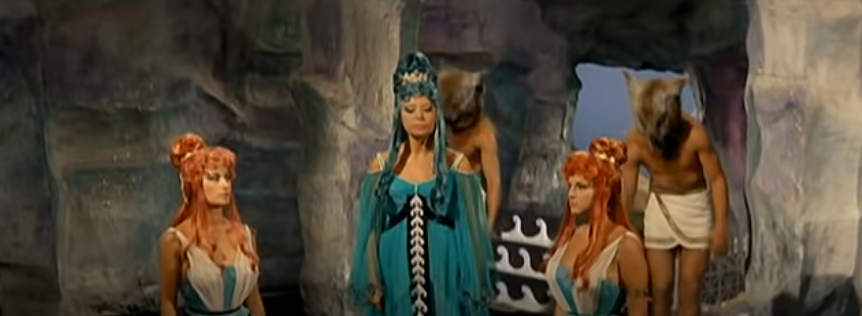
Bice Valori (Circé)
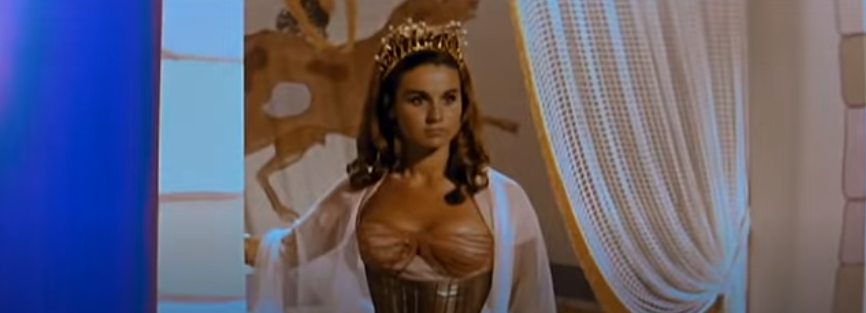
Liana Orfei (Déjanire)
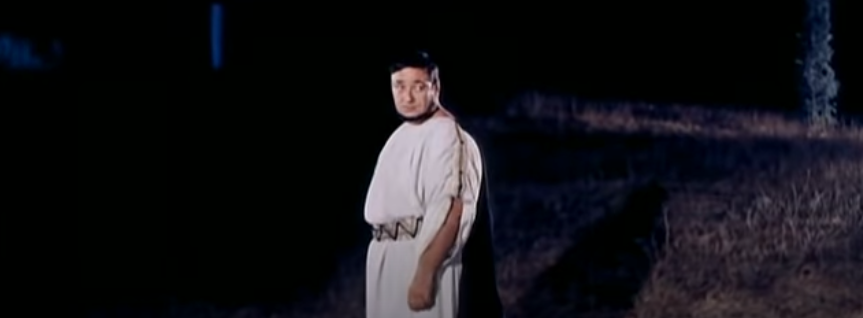
Francesco Mulè (Eurysthée)
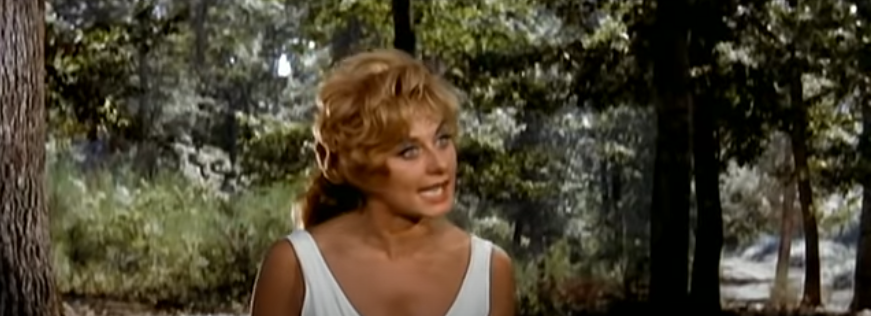
Sandra Mondaini (Écho)
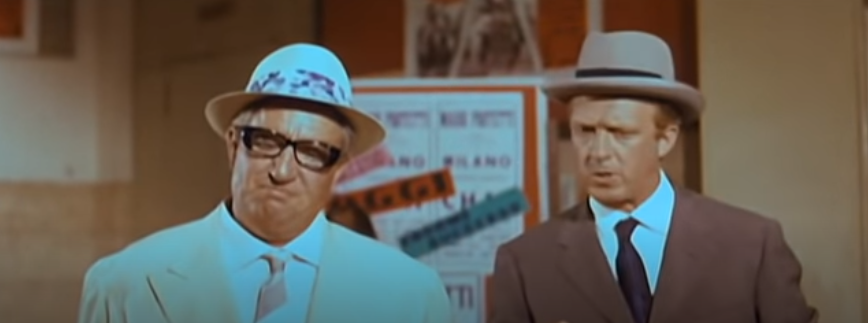
Mario Carotenuto et Raimondo Vianello (Mario et Raimondo)
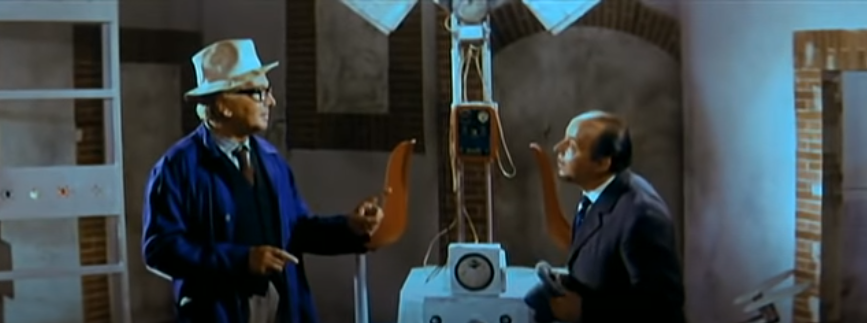
Fanfulla (L'inventeur de la machine à remonter le temps)